# Karolina Shiino
Karolina Shiino (en japonès: 椎野カロリーナ, en ucraïnès: Кароліна Шиїно; Ternòpil, Ucraïna, 24 d'agost de 1997) és una model japonesa d'origen ucraïnès. Va ser la primera guanyadora d'origen foraster que va guanyar el concurs de bellesa Miss Japó, al gener del 2024, la qual cosa va suscitar una gran controvèrsia. Posteriorment, el mateix mes, hagué de renunciar al seu títol arran d'un escàndol degut a la seva relació sentimental amb un home casat.

## Biografia
Karolina Shiino va néixer a la ciutat ucraïnesa de Ternopil (Ucrania) a l'agost del 1997 de pares ucraïnesos. Quan només tenia cinc anys, va seguir la seva mare Svitlana que s'havia casat amb un ciutadà japonès cap a la ciutat de Nagoya, la capital de la Prefectura d'Aichi i quarta ciutat més gran de l'arxipèlag. Shiino ha declarat manta vegada que, tot i els seus orígens europeus, se sent japonesa tant en la «parla com en la ment», tot i que va haver de soportar ben sovint comentaris desagradables per mor de la seva diferència. Un cop arribada a l'edat adulta, es dedicà a una carrera de model com ho havia fet sa mare anteriorment.
El 27 de febrer de 2021, Shiino va aparéixer a «ARIYOSHI'S Meeting for Reviewing». Es va penedir d'haver dit mentides al seu perfil ja que havia declarat ser trilingüe (japonès, ucraïnès i rus) quan de fet només sabia parlar aleshores japonès, tot i que podia entendre la llengua ucraïnesa, però sense poder parlar-la.